# Ліга чемпіонів КОНКАКАФ 2022
Ліга чемпіонів КОНКАКАФ 2022 (офіційно англ. 2022 Scotiabank CONCACAF Champions League) — 57-й турнір між найкращими клубами Північної, Центральної Америки та Карибського басейну і 14-й у теперішньому форматі. Переможець турніру, американський Сіетл Саундерз отримав право зіграти у Клубному чемпіонаті світу 2022.

## Формат і учасники
В турнірі брали участь 16 клубів із 7 асоціацій. 10 клубів представляли Північну Америку, 5 - Центральну Америку, 1 - Карибський басейн.
| Раунд      | Перший матч       | Повторний матч     |
| ---------- | ----------------- | ------------------ |
| 1/8 фіналу | 16-18 лютого 2022 | 23-25 лютого 2022  |
| 1/4 фіналу | 9-10 березня 2022 | 16-18 березня 2022 |
| 1/2 фіналу | 6-7 квітня 2022   | 13-14 квітня 2022  |
| Фінал      | 28 квітня 2022    | 5 травня 2022      |

## 1/8 фіналу
| Команда 1          | Заг.         | Команда 2            | 1-й матч | 2-й матч |
| ------------------ | ------------ | -------------------- | -------- | -------- |
| 16/24 лютого 2022  |              |                      |          |          |
| Сантос де Гвапільс | 0:6          | Нью-Йорк Сіті        | 0:2      | 0:4      |
| Сантос Лагуна      | 1:3          | КФ Монреаль          | 1:0      | 0:3      |
| 17/23 лютого 2022  |              |                      |          |          |
| Гвастатоя          | 0:3          | Леон                 | 0:2      | 0:1      |
| 17/24 лютого 2022  |              |                      |          |          |
| Депортіво Сапрісса | 3:6          | УНАМ Пумас           | 2:2      | 1:4      |
| 17/25 лютого 2022  |              |                      |          |          |
| Форг               | 1:4          | Крус Асуль           | 0:1      | 1:3      |
| 18/24 лютого 2022  |              |                      |          |          |
| Комунікасьйонес    | 1:1 пен. 4:3 | Колорадо Репідз      | 1:0      | 0:1      |
| 18/25 лютого 2022  |              |                      |          |          |
| Мотагуа            | 0:5          | Сіетл Саундерз       | 0:0      | 0:5      |
| Кавалі             | -:+          | Нью-Інгленд Революшн | -:+      | -:+      |

## 1/4 фіналу
| Команда 1            | Заг.         | Команда 2       | 1-й матч | 2-й матч |
| -------------------- | ------------ | --------------- | -------- | -------- |
| 9/16 березня 2022    |              |                 |          |          |
| Нью-Йорк Сіті        | 5:5 (ч)      | Комунікасьйонес | 3:1      | 2:4      |
| 9/18 березня 2022    |              |                 |          |          |
| Сіетл Саундерз       | 4:1          | Леон            | 3:0      | 1:1      |
| 10/17 березня 2022   |              |                 |          |          |
| Нью-Інгленд Революшн | 3:3 пен. 3:4 | УНАМ Пумас      | 3:0      | 0:3      |
| Крус Асуль           | 2:1          | КФ Монреаль     | 1:0      | 1:1      |

## 1/2 фіналу
| Команда 1        | Заг. | Команда 2     | 1-й матч | 2-й матч |
| ---------------- | ---- | ------------- | -------- | -------- |
| 6/13 квітня 2022 |      |               |          |          |
| УНАМ Пумас       | 2:1  | Крус Асуль    | 2:1      | 0:0      |
| 7/14 квітня 2022 |      |               |          |          |
| Сіетл Саундерз   | 4:2  | Нью-Йорк Сіті | 3:1      | 1:1      |

## Фінал
| Команда 1               | Заг. | Команда 2      | 1-й матч | 2-й матч |
| ----------------------- | ---- | -------------- | -------- | -------- |
| 28 квітня/5 травня 2022 |      |                |          |          |
| УНАМ Пумас              | 2:5  | Сіетл Саундерз | 2:2      | 0:3      |

### Перший матч
| 28 квітня 2022 05:30 (EEST) |

| УНАМ Пумас              | 2:2      | Сіетл Саундерз                   |
| ----------------------- | -------- | -------------------------------- |
| Діненно 38' (пен.), 48' | Протокол | Лодейро 77' (пен.), 90+9' (пен.) |

| Олімпійський стадіон, Мехіко Глядачів: 42 617 Арбітр: Іван Бартон |

### Повторний матч
| 5 травня 2022 05:00 (EEST) |

| Сіетл Саундерз               | 3:0      | УНАМ Пумас |
| ---------------------------- | -------- | ---------- |
| Руйдіас 45', 80' Лодейро 88' | Протокол |            |

| Сенчурі Лінк Філд, Сіетл Глядачів: 68 741 Арбітр: Саїд Мартінес |